# SAFE Air
Straits Air Freight Express / SAFE Air war eine neuseeländische Frachtfluggesellschaft, welche ab 1950 einen Vertrag mit New Zealand Railways abschließen konnte zum Transport von Fracht zwischen den beiden Hauptinseln über die Cookstraße. Das Unternehmen stellte 1990 den Flugbetrieb ein und bestand fort als Firma für den Flugzeugunterhalt. 2015 wurde Safe Air als reiner Flugzeugunterhaltsbetrieb an die australische Auslandsvertretung von Airbus verkauft. Im Jahr 2017 kündigte Airbus das Ende der Verwendung des Firmennamens SAFE air an.

## Geschichte
Aufgrund eines Mangels an Frachtschiffen kumulierten sich in den Nachkriegsjahren Frachtgüter auf beiden Seiten der Cookstraße zwischen den beiden neuseeländischen Hauptinseln. Das Eisenbahnministerium suchte nach zusätzlichen Transportmöglichkeiten und als Lösung wurden zwei DC-3 der Luftwaffe für eine Luftbrücke eingesetzt unter dem Namen Rail Air. Im Jahr 1950 erhielt die eben dafür gegründete SAFE Air nach einer Ausschreibung den Vertrag für diese Flüge. Die SAFE Air überzeugte mit dem von der Firma selber entwickelten „Cargon“-System, mit genormten Containern für die rasche Beladung ihrer Frachtflugzeuge vom Typ Bristol Freighter. Nach dem Gewinn der Ausschreibung konnte die Firma bei Bristol zwei fabrikneue Bristol Freighter Mk.21 bestellen. Bis zur Auslieferung der neuen Flugzeuge setzte die SAFE Air zwei gemietete Curtiss Commando ein. Im Jahr 1951 kamen die ersten beiden Bristol Freighter zum Einsatz.

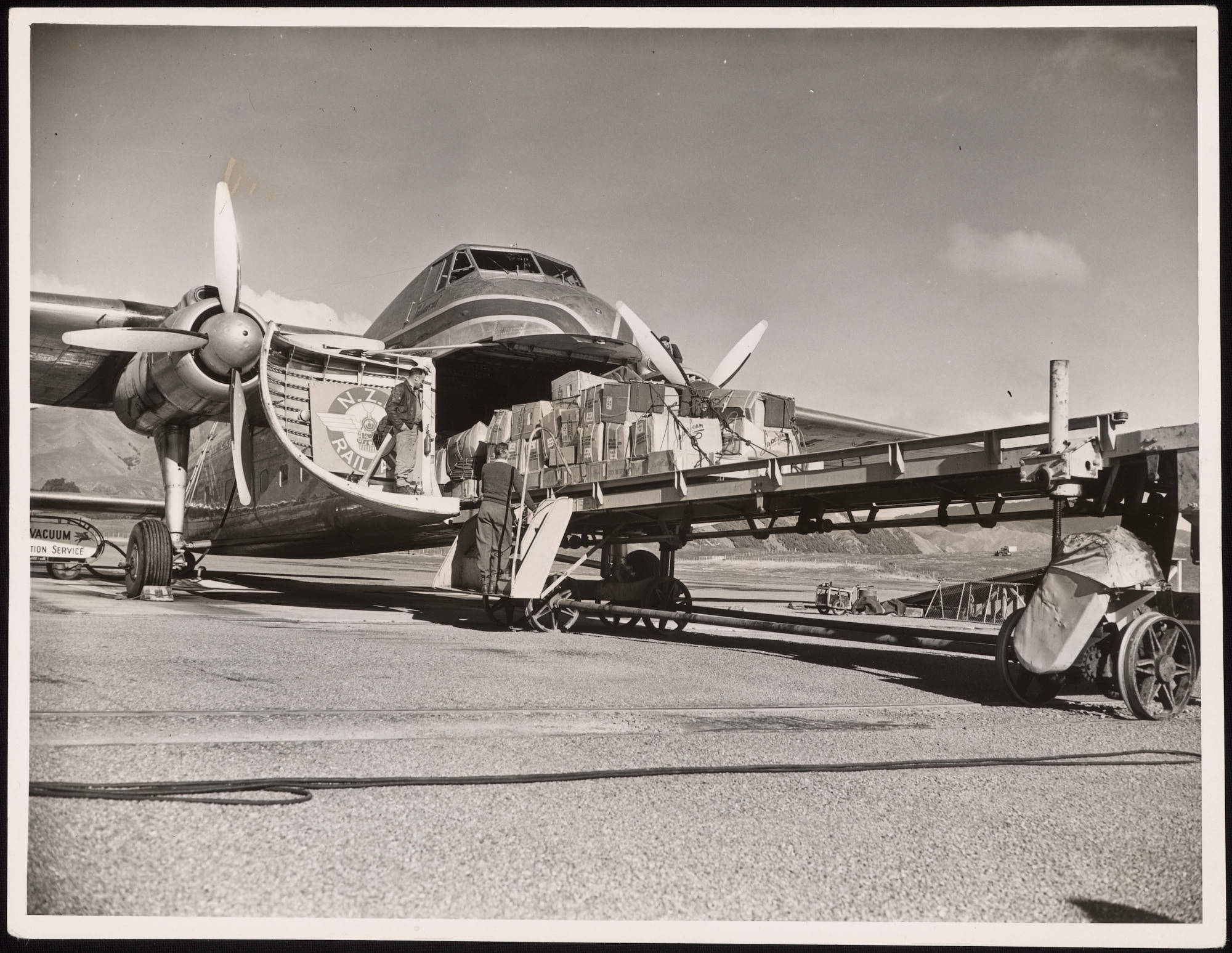
Eine Freighter wird im Einmann-Betrieb mit der Frachtpalette beladen

Die Umschlagzeit für eine komplette Flugzeugent- und Beladung einer Bristol Freighter verringerte sich dank des Container-Systems auf 10 oder 15 Minuten. Zu den Spitzenzeiten flogen täglich fünf Flugzeuge je fünf Retourflüge über die Cookstraße.
Im weltweiten Flugverkehr waren zuvor die anfangs stets bescheidenen Ladungen von Hand verfrachtet worden. Auch für die gigantischen Mengen von Material, welche Europa während des Zweiten Weltkrieges auf dem Luftweg aus den USA erreichten, gab es keine genormten Frachtbehälter. Die Idee von Malcom McLean für Frachtcontainer begann sich im Großhandel ab Mitte der 1950er-Jahre durchzusetzen, im Koreakrieg setzte auch das Militär erstmals genormte Transporteinheiten ein.
Die Flotte der SAFE Air konnte nach weiteren Vertragsabschlüssen mit Post und NAC durch den Zukauf von weiteren fünf Bristol Freighter aus den Beständen der pakistanischen Luftwaffe und drei Flugzeugen der Aviation Traders Ltd aufgestockt werden.
Im Jahr 1962 begann die New Zealand Railways den Betrieb der Interislander-Fährschiffe. Diese Verbindung wurde unter dem Namen Cook Strait Inter-Island Rail and Road Service aufgenommen. Der Flugbetrieb über das Meer wurde trotzdem noch bis 1983 beibehalten, als noch elf der Bristol Freighter eingesetzt wurden.
SAFE Air wurde 1966 in Safe Air Limited umbenannt. Es war fortan auch im Flugzeugunterhalt tätig.
Bei den Modulen kam ab 1968 ein klimatisiertes Passagiermodul mit 20 Sitzplätzen und Toilette hinzu für die Flüge zu den dreieinhalb Flugstunden entfernten Chathaminseln. Ein kleineres Modul war für 12 Passagiere eingerichtet. Bis 1957 waren für die Flüge zu den Inseln Flugboote Short Solent von Tasman Empire Airways Limited (TEAL) und Short Sandringham von Ansett zum Einsatz gekommen. Im Mai dieses Jahres wurde das unbefestigte Flugfeld bei Te Hapupu eröffnet und ermöglichte billigere Flüge mit National Airways Corporation DC-3. 1967 gewann Safe Air den Vertrag für die Verbindung auf die Chathams für sieben Jahre.
Auch bei den ab 1982 eingesetzten Argosy-Frachtflugzeugen kam ein – nun größeres – Passagiermodul zum Einsatz für die Flüge auf die Chathams.
1972 wurde Safe Air von der National Airways Corporation aufgekauft, die 1978 mit Air New Zealand fusionierte. Safe Air blieb unter beiden Eigentümern weiterhin ein unabhängiges Unternehmen und flog Routen auch abseits der Hauptstrecken. Im September 1990 stellte das Unternehmen den Flugbetrieb ein, nachdem die Regierung die Gesellschaft nicht mehr für die Chatham-Verbindungen beauftragen wollte. Die Argosy waren in die Jahre gekommen und die allgemeine Luftfrachtnachfrage reichte für einen Weiterbetrieb der Flugzeuge nicht aus. Safe Air expandierte jedoch weiter als Wartungsbetrieb.
2015 wurde Safe Air als reiner Flugzeugunterhaltsbetrieb an die australische Auslandsvertretung von Airbus verkauft. 2018 verschwand der Name Safe Air wie von Airbus im Juli 2017 angekündigt.

## Flotte
Die Flotte der SAFE Air bestand aus mindestens 13 verschiedenen Bristol Freighter, ab 1973/74 ergänzt durch zwei Armstrong Whitworth Argosy. Eine dritte Argosy flog nach dem Unfall einer der Maschinen noch ein halbes Jahr bis zur Betriebseinstellung im Herbst 1990. Bei der Beendigung des Vertrags mit der Eisenbahn 1983 waren noch 11 der Bristol Freighters vorhanden gewesen.
Die beiden Argosy sollten 1990 verschrottet werden. Als der Filmemacher Paul Davidson des Dokumentarfilms über den letzten Flug dies erfuhr, konnte er ein Flugzeug zum Schrottpreis kaufen unter der Bedingung, dass es weg kommt; es wurde weg geschleppt und blieb zur Besichtigung erhalten in Woodbourne.

## Zwischenfälle
- Am 21. November 1957 brach an einer  Bristol 170 Freighter Mk. 31E (Luftfahrzeugkennzeichen ZK-AYH) die rechte äußere Tragfläche ab, während des Absturzes gefolgt von den Frachtladetüren im Bug und dem gesamten Heck. Das Flugzeug schlug bei Harewood auf, 1,8 Kilometer vom Flughafen Christchurch (Neuseeland) entfernt. Alle 4 Insassen, zwei Besatzungsmitglieder und zwei Passagiere, darunter der Firmengründer O'Connel, wurden getötet. Ursache für den Tragflächenbruch war die Bewertung einer Lebensdauer durch den Hersteller, die wesentlich über der sicheren Lebensdauer lag. Der Fehler bei der Lebensdauermessung rührte daher, dass die simulierten Betriebsbedingungen, aus denen die Lebensdauermessdaten entwickelt wurden, nicht wirklich repräsentativ für die tatsächlichen Betriebsbedingungen waren.[19][20][1][21]

Für die restliche Betriebszeit der Gesellschaft sind laut dem Aviation Safety Network drei Totalschäden bekannt, welche sämtlich ohne Todesopfer verliefen.
- Am 10. April 1968 wurde eine Bristol 170 Freighter Mk. 31E der SAFE Air (Luftfahrzeugkennzeichen ZK-CPU) auf dem Flughafen Wellington (Neuseeland) durch den Zyklon Gisselle aus ihren Verzurrungen gerissen und irreparabel beschädigt. Über Personenschäden ist nichts bekannt.[22][23]

- Am 14. Januar 1981 brach an einer Bristol 170 Mk.31E der SAFE Air (ZK-CAM) beim Ausrollen während der Landung auf dem Flughafen Blenheim-Woodbourne das rechte Hauptfahrwerk zusammen. Grund war ein Ermüdungsbruch in der Fahrwerksbefestigung. Die beiden Besatzungsmitglieder und die zwei Passagiere blieben unverletzt. Die Maschine wurde irreparabel beschädigt.[24]

- Am 1. April 1990 brachen die Piloten einer A.W.650 Argosy 222 der SAFE Air (ZK-SAF) den Anflug auf ihr Ziel ab, den Flughafen Wellington, weil das linke Hauptfahrwerk beim Ausfahren nicht verriegelte. Sie beschlossen, zum Flughafen Blenheim-Woodbourne (Neuseeland) auszuweichen, da dort die Technikabteilung der Firma angesiedelt war. Beim Ausrollen während der dortigen Landung brach das linke Hauptfahrwerk zusammen; das Flugzeug kam nach links von der Landebahn 25 ab und wurde irreparabel beschädigt. Die Gründe für das Versagen lagen in mehreren Wartungsfehlern. Beide Piloten, die einzigen Insassen auf dem Frachtflug, überlebten den Unfall. Es war der letzte Totalverlust einer Argosy.[25]